# Standard interno
Uno standard interno in chimica analitica è una sostanza chimica che viene aggiunta in quantità esattamente nota ai campioni, al bianco e agli standard della calibrazione in un'analisi chimica.
A differenza di una calibrazione a "standard esterno", in cui si determina la correlazione tra la risposta strumentale degli standard e la loro concentrazione, nel caso di una calibrazione a "standard interno" si aggiunge una quantità nota di un composto simile all'analita ai campioni, al bianco e agli standard per calibrazione. 
Questo espediente permette di compensare gli errori derivanti da perdita di analita durante le fasi di trattamento del campione e di analisi, assumendo che lo standard interno subisca una perdita analoga. Per questa ragione lo standard interno è un composto che deve comportarsi in maniera simile alla specie chimica di interesse nei campioni, dato che gli effetti della preparazione del campione devono essere il più simili possibile sul segnale dello standard interno e dell'analita nel campione. Il rapporto fra i due segnali (analita/standard interno) viene poi usato per ottenere la concentrazione dell'analita dalla curva di calibrazione.

## Utilizzi dello standard interno
- Il clorobenzene deuterato (C6D5Cl) è uno standard interno usato nell'analisi di composti volatili in GC-MS perché è simile al clorobenzene ma non è presente naturalmente.
- La norleucina è uno standard interno comunemente usato per l'analisi di amminoacidi in GC-MS.
- Nella spettroscopia NMR dei nuclei 1H, 13C e 29Si, le frequenze dipendono dal campo magnetico, che non è lo stesso durante tutti gli esperimenti. Di conseguenza, le frequenze sono riportate come differenze relative allo standard interno tetrametilsilano (o TMS). Questa differenza relativa al TMS è chiamata "spostamento chimico" (chemical shift) ed è misurata in parti per milione.